# علي لمين كاب
علي لمين كاب (11 مارس 1985 بالجزائر في الجزائر - ) هو مدرب كرة قدم ولاعب كرة قدم جزائري في مركز الهجوم. لعب مع أهلي برج بوعريريج واتحاد الجزائر واتحاد الحراش وشباب أوراس باتنة وشباب قسنطينة.

## روابط خارجية
- علي لمين كاب على موقع قاعدة بيانات كرة القدم.إي يو (الإنجليزية)
- علي لمين كاب على موقع Soccerway.com (الإنجليزية)